# Tiefenwärmegerät

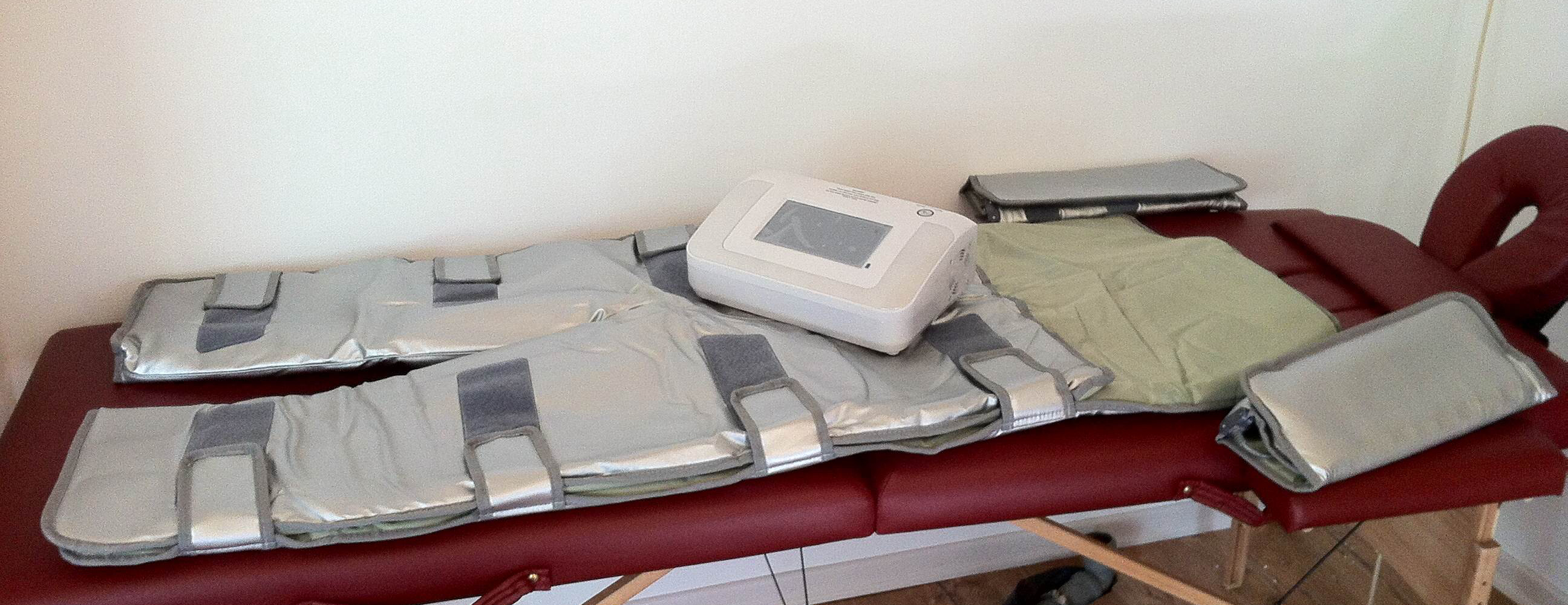
Tiefenwärmesystem bestehend aus Steuergerät, Bandagenanzug und zwei Armbandagen.

Tiefenwärmegeräte oder Tiefenwärmesysteme werden seit ca. Anfang der 80er Jahre zur Schmerzlinderung und Gewichtsreduktion eingesetzt, wobei sie von Herstellern als günstigere und einfachere Alternative zur Infrarotwärmekabine oder traditionellen Saunen vermarktet werden. Mit Hilfe von eng am Körper anliegenden Bandagenanzügen, -säcken und anderen Modulen, die meist durch Kohlefaserleitungen eine Infrarotstrahlung erzeugen, können bei niedrigeren Temperaturen (ca. 50–60 °C) ähnliche Effekte wie in herkömmlichen Saunen (ca. 85–100 °C) erzielt werden, ohne dabei das Kreislaufsystem durch Einatmen heißer Luft zu belasten.

## Bauweise
Typischerweise werden Infrarotwärmemodule, wie etwa Bandagenanzüge, Bandagensäcke, Fuß-, Bauch- und Beinbandagen etc., an ein Steuergerät angeschlossen, an dem wiederum die Einstellungen (Temperatur, Zeit, Auswahl der Wärmemodule) der vorzunehmenden Tiefenwärmeanwendung vollzogen werden und das die Infrarotwärmemodule mit Energie versorgt. Im Inneren der Infrarotwärmemodule befinden sich Kohlefaserleitungen oder -matten, die durch Nutzung des Heizwiderstandes elektrische Energie in thermische Energie umwandeln, wodurch wiederum die Infrarotstrahlung entsteht. 

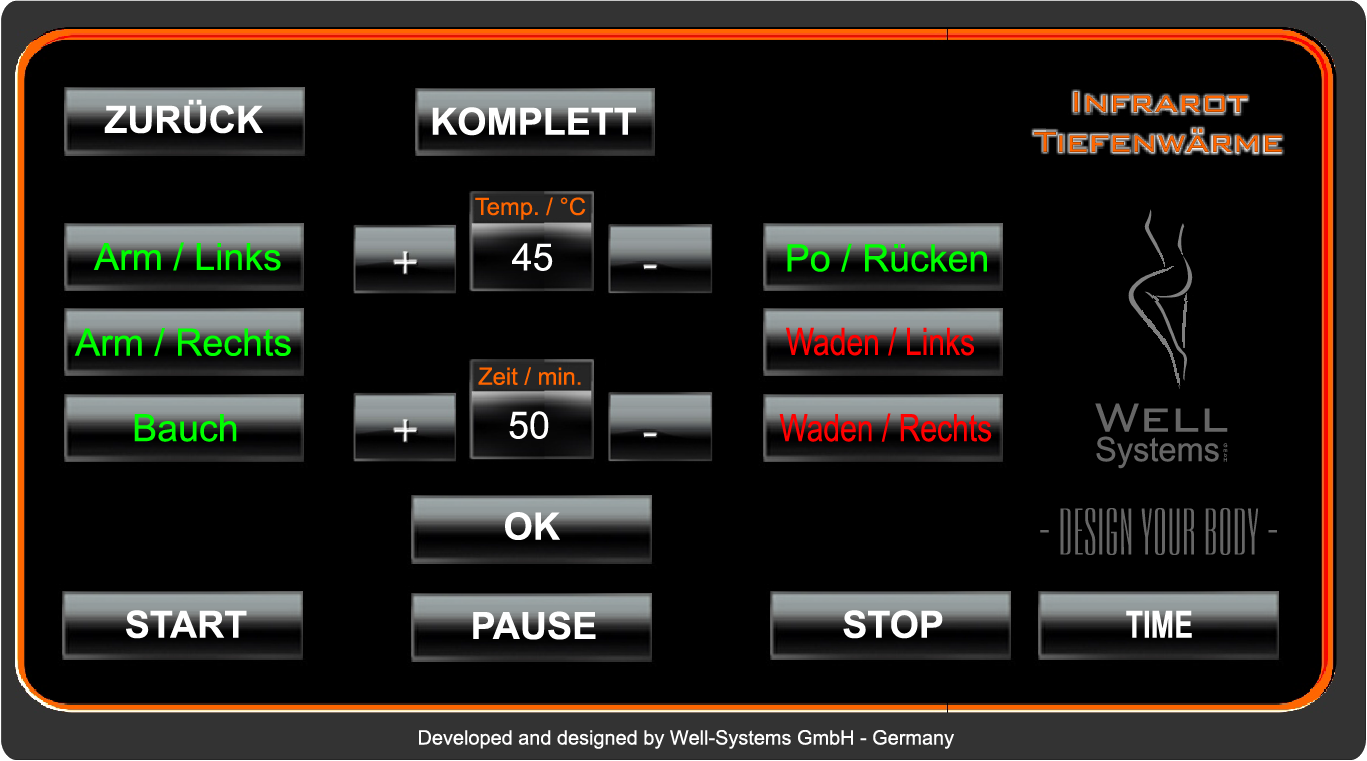
Screenshot eines Tiefenwärmesystems mit Touchscreensteuerung

## Verwendung der Tiefenwärmegeräte

### Anwender
Wie auch Infrarotwärmekabinen werden Tiefenwärmegeräte von privaten, kommerziellen und medizinischen Anwendern eingesetzt, wobei hier unterschiedliche Anwendungsziele verfolgt werden. Während private und kommerzielle Anwender sich von der Anwendung insbesondere eine Gewichts- und Cellulitereduktion erhoffen, nutzen Therapeuten die Tiefenwärmegerät als Vorbereitung für Massagen oder im Rahmen der Schmerztherapie.

### Anwendung
Tiefenwärmegerät können sowohl am gesamten Körper als auch an einzelnen Körperregionen verwendet werden. Durch die Nutzung verschiedener Bandagen kann ein optimaler, zwischenraumloser Kontakt zwischen Körper und Bandage erreicht werden, was eine energieeffiziente Anwendung ermöglicht und zusätzlich die Abkühlung des Körpers durch Transpiration verhindert. Nachdem das Tiefenwärmesystem konfiguriert wurde, also die Temperatur- und Zeiteinstellungen vorgenommen sind, und der Verwender mit den Bandagen „verpackt“ wurde, kann die Anwendung beginnen, die typischerweise bis zu einer Stunde andauert und bei der eine Temperatur von ca. 50–60 °C im Inneren der Bandagen herrscht.

### Hygiene
Obwohl die Bandagen meist aus flüssigkeitsabweisenden Materialien bestehen, wird die Verwendung von Hygienefolienanzügen und eine anschließende Desinfektion dringend empfohlen.

### Sicherheit
Aufgrund des Aufbaus der Tiefenwärmegeräte und dem Eindringen von Schweiß in die Nähte der Bandagenanzüge kann es bei Tiefenwärmegeräten zu gefährlichen Stromunfällen kommen. Einige Hersteller von Tiefenwärmegeräten reagierten auf dieses Gefahrenpotenzial mit einer höherwertigen Verarbeitung der eingesetzten Materialien sowie der Verwendung von einer Ausgangsspannung von 36 V statt der üblichen und auch heute noch oftmals im Bereich der Tiefenwärmegeräte aufzufindenden Ausgangsspannung von 220 V.